# Zapadni greben
Zapadni greben je nenaseljeni otočić južno od Silbe, u hrvatskom dijelu Jadranskog mora.
Njegova površina iznosi 0,136 km². Dužina obalne crte iznosi 2,07 km.